# Soulomès
 Soulomès  es una comuna y población de Francia, en la región de Mediodía-Pirineos, departamento de Lot, en el distrito de Gourdon y cantón de Labastide-Murat.
Su población en el censo de 1999 era de 107 habitantes.
Está integrada en la Communauté de communes du Causse de Labastide-Murat .

## Demografía
| 137 | 135 | 131 | 128 | 129 | 107 |
| Para los censos de 1962 a 1999 la población legal corresponde a la población sin duplicidades (Fuente: INSEE [Consultar]) |     |     |     |     |     |